# Bill Tchato
Bill Jackson Tchato (* 14. Mai 1975 in M’biam) ist ein ehemaliger kamerunischer Fußballspieler.
Tchato ist der Sohn einer kamerunischen Diplomatenfamilie. Seine Kindheit verbrachte er zum Teil in Paris und London.
Tchato ist Nationalspieler Kameruns und wurde dabei 46-mal eingesetzt. Gegen Ägypten gelang ihm am 5. September 2004 sein einziges Tor für die Nationalmannschaft.
Am 1. Januar 2003 wechselte Tchato vom HSC Montpellier zum 1. FC Kaiserslautern. Für die Pfälzer bestritt er in den folgenden drei Spielzeiten 56 Spiele in der Bundesliga und erzielte dabei ein Tor. 2005 spielte Tchato wieder in Frankreich, diesmal für OGC Nizza, bevor er 2006 zum Qatar SC wechselte.
Tchatos größter Erfolg war der Gewinn der Afrika-Meisterschaft mit Kamerun im Jahr 2002.